# Vincentius

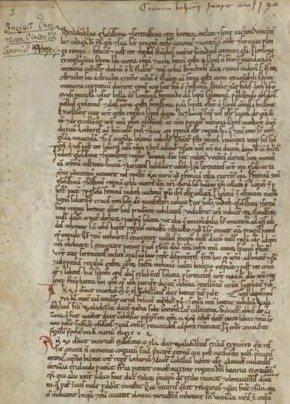
List z Vincenciova letopisu

Vincentius (okolo 1130–1167), také Vincencius, český kronikář, notář, kaplan a kanovník kostela sv. Víta na Pražském hradě, jeden z pokračovatelů Kosmových.

## Život
Jeho původ není znám, ale podle zápisků v jeho kronice lze usuzovat, že byl českého původu. Často byl vysílán biskupem Danielem do Itálie, aby zde nakupoval různé písemnosti. Díky těmto cestám procestoval její velkou část.
Roku 1158 se zúčastnil s králem Vladislavem II. vojenského tažení do severní Itálie, který zde podpořil císaře Fridricha Barbarossu. Po skončení vojenského tažení zůstal s biskupem Danielem na dvoře císaře a vykonával různé diplomatické úkoly a cesty. Nějaký čas pobýval také v Uhrách, kam byl vyslán císařem.

## Dílo
Je autorem kroniky Letopis Vincenciův, která zahrnuje období let 1140–1167. Začíná smrtí Soběslava I. a pokračuje II. křížovou výpravou, které se zúčastnil i Vladislav II. Zmiňuje se také o olomouckém biskupovi Jindřichovi Zdíkovi a jeho činech. Letopis je dopsán roku 1167 a končí uprostřed věty. Jeho pokračovatelem se stal kronikář Jarloch, který navázal na jeho dílo přesně tam, kde Vincencius skončil, tedy rokem 1167.

## České překlady
- Vincentius. Letopis Vincencia, kanovníka kostela pražského. In: EMLER, Josef, ed. Prameny dějin českých. Díl II, Kosmův letopis český s pokračovateli = Fontes rerum Bohemicarum. Tom II, Cosmae chronicon Boemorum cum continuatoribus. V Praze: Nákladem Musea království Českého, 1874. Latinské texty přeložil do češtiny Václav Vladivoj Tomek. Dostupné online. S. 407–460. (latinsky, česky)
- Vincentius; Jarloch. Letopis Vincenciův a Jarlochův. Překlad František Heřmanský. Praha: Státní nakladatelství krásné literatury, hudby a umění, 1957. 282 s. cnb000726181. Kapitola „Letopis Vincencia, kanovníka kostela pražského", s. 49–110.
- MORAVCOVÁ, Magdalena, ed. Milevský letopis: zápisky Vincencia, Jarlocha a Ansberta. Překlad Anna Kernbach. Praha: Argo, 2013. 290 s. ISBN 978-80-257-0885-9. Kapitola „Milevský opis díla pražského kanovníka Vincencia", s. 27–78.